# Schusterolejeunea inundata
Schusterolejeunea inundata är en bladmossart som först beskrevs av Richard Spruce, och fick sitt nu gällande namn av Riclef Grolle. Schusterolejeunea inundata ingår i släktet Schusterolejeunea och familjen Lejeuneaceae. Inga underarter finns listade i Catalogue of Life.